# Wolfgang Bauer (físico)
Wolfgang W. Bauer (Nidderau, 5 de abril de 1959) es un físico germano-estadounidense. Es profesor distinguido en el departamento de física y astronomía de la Universidad Estatal de Míchigan.

## Biografía
Obtuvo su doctorado en física nuclear teórica por la Universidad de Giessen en 1987. Después de una beca postdoctoral en el Instituto de Tecnología de California, se unió al cuerpo docente de la Universidad Estatal de Míchigan en 1988. Ha trabajado en una gran variedad de temas de física computacional, desde la superconductividad de alta temperatura hasta las explosiones de supernovas, pero ha estado especialmente interesado en las colisiones nucleares relativistas. Desde 2010 se ha concentrado en recursos energéticos renovables (paneles solares, digestor anaeróbico) y medidas de conservación de energía.
Es mejor conocido por su trabajo sobre las transiciones de fase de la materia nuclear en colisiones de iones pesados, y la teoría del transporte de colisiones de iones pesados, en particular aplicada a la interferometría, producción de partículas, flujo colectivo, y grados de libertad de isospin.
Ha trabajado en dinámica no lineal y caos, donde es mejor conocido por su trabajo sobre sistemas de billar y sus desintegraciones y por su trabajo sobre fragmentación de buckyball. También trabajó en física biomédica y posee una patente estadounidense sobre la detección del cáncer célula por célula. En los últimos años, ha centrado gran parte de su investigación y docencia en cuestiones relacionadas con la energía, incluidos los recursos de combustibles fósiles, las formas de utilizar la energía de manera más eficiente y, en particular, los recursos energéticos alternativos y neutros en carbono. Ha sido miembro del grupo que diseña el plan de transición energética de la Universidad Estatal de Michigan.

## Publicaciones
- Bauer, W.; Westfall, G.D. (2010). University Physics (with Modern Physics). McGraw Hill. ISBN 978-0-07-285736-8
  - Korean translation: Bauer, W.; Westfall, G.D. (2011). University Physics (with Modern Physics). McGraw Hill.University Physics (with Modern Physics). McGraw Hill. ISBN 978-89-94464-56-5
  - Spanish translation: Bauer, W.; Westfall, G.D. (2011). Física para ingenieros y científicos. McGraw Hill.Física para ingenieros y científicos. McGraw Hill. ISBN 978-607-15-0545-3
- Bauer, W.; Benenson, W.; Westfall, G.D. (2012). cliXX Physik (Version 2.5). Harri Deutsch.